# Bolsón de Mapimí

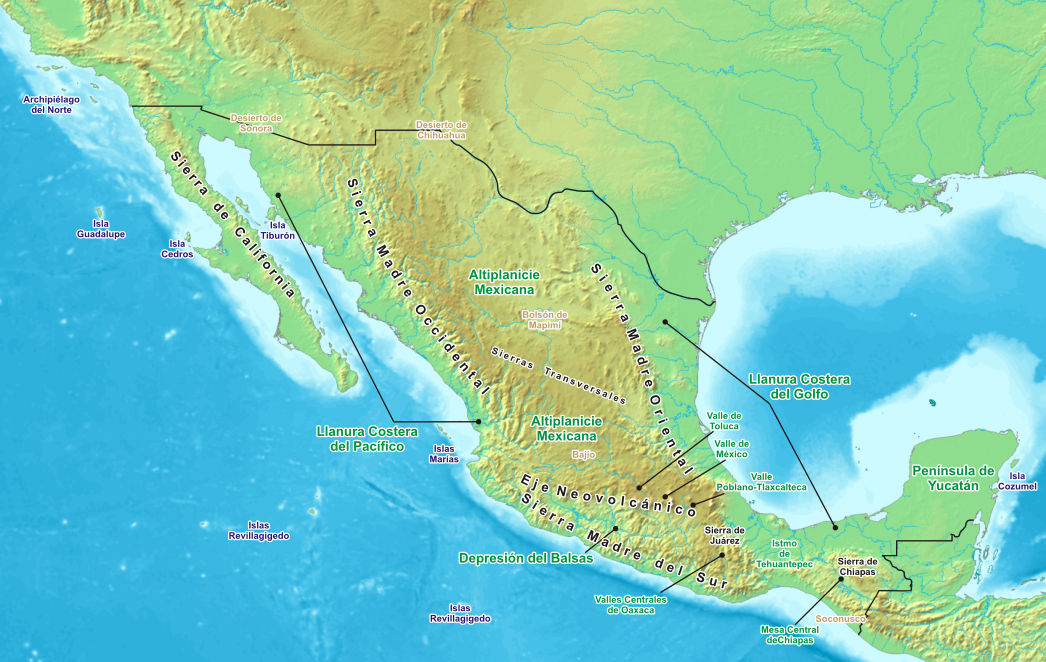
Carte du Mexique montrant le Bolsón de Mapimí.

Le Bolsón de Mapimí est un bassin endoréique situé au centre-nord du plateau mexicain. Également connu sous le nom de Comarca Lagunera, il se situe sur le territoire des États mexicains de Durango, Coahuila, Chihuahua et Zacatecas. Il tient son nom de la ville de Mapimí, dans l'État de Durango. 
Le bassin est limité à l'ouest par la Sierra Madre occidentale et au nord par le bassin du Rio Conchos, un affluent du Rio Grande. Ses principales rivières sont le Rio Nazas et ses affluents, qui prennent leur source dans la Sierra Madre occidentale, et l'Aguanaval, qui coule vers le nord depuis le centre de l'État de Zacatecas.
La conurbation de Torreón, de plus d'un million d'habitants, se trouve dans le Bolsón de Mapimí.

## Fleuves et rivières qui se jettent dans le Bolsón de Mapimi
- Rio Aguanaval
  - Rio Trujillo
- Rio Nazas (Río del Oro)
  - Rio Sextin
  - Rio Ramos (Rio Santiago)
    - Rio Tepehuanes